# Veliko gorko jezero
Veliko gorko jezero (arapski: البحيرة المرة الكبرى‎; al-Buhayrah al-Murra al-Kubra ) je slano jezero između sjevernog i južnog dijela Sueskog kanala u Egiptu. Do Velikog nalazi se Malo gorko jezero (arapski: البحيرة المرة الصغرى; al-Buhayrah al-Murra kao-Sughra). Malo i Veliko gorko jezero sada imaju zajedničku površinu od oko 250 km ². Na sjeveru se Sueskim kanalom dolazi do jezera Manzala i Timsah.
Kako Sueski kanal nema brane, morska voda teče slobodno u jezero iz Mediterana i Crvenog mora. Riba može seliti, uglavnom prema sjeveru, preko kanala i jezera, što je poznato kao lesepsijska migracija. Neke vrste iz Crvenog mora kolonizirale su istočni mediteran.
U kasnom dijelu Drugog svjetskog rata, jezero je korišteno za pripravak talijanskih ratnih brodova koji su predani saveznicima, uključujući brodove Vittorio Veneto i Italia. Dana 14. veljače 1945., na Velikom jezeru američki predsjednik Franklin D. Roosevelt, nakon konferencije u Jalti, sastao se na ratnoj krstarici USS Quincy sa saudijskim kraljem Abdul Azizom.
Tijekom Šestodnevnog rata 1967., kanal je zatvoren, a 15 brodova je bilo zarobljeno u jezeru do 1975. Ovi brodovi postali su poznati kao "žuta flota", zbog pustinjskog pijeska koji je ubrzo prekrio palube. 

## Vanjske poveznice
- Ian Russel. Melampus u Suezu (priča o vojniku na MS Melampus). The Blue Funnel Line 1866 - 1986. Inačica izvorne stranice arhivirana 13. studenoga 2010. Pristupljeno 30. travnja 2011.